# Harald Pieper (Zoologe)
Harald Pieper (* 21. Februar 1942 in Berlin) ist ein deutscher Zoologe und Paläontologe.

## Leben
In den 1960er Jahren betrieb Pieper Forschungen an Salamandern, Fledermäusen und deren Parasiten sowie an Schnecken in Griechenland, insbesondere auf Karpathos und Kreta. 1963 beschrieb er die Salamander-Art Lyciasalamandra helverseni von der Insel Karpathos. 1968 wurde er mit der Dissertation Die Clausiliiden (Moll., Gastropoda) der griechischen Insel Karpathos. Ein Beitrag zur Problematik des Subspecies-Konzeptes an der Christian-Albrechts-Universität zu Kiel zum Dr. rer. nat. promoviert. 
Im Jahr 1978 beschrieb Pieper die Spitzmaus-Art Crocidura ariadne von der Insel Kreta, die jedoch heute mit der Gartenspitzmaus (Crocidura suaveolens) synonymisiert ist
Zwischen September 1979 und 1994 unternahm Pieper zwölf paläontologische und zoologische Exkursionen nach Madeira und Porto Santo. Zwischen 1981 und 1990 publizierte er vier wissenschaftliche Artikel über die Tiere Madeiras in den Journalen Bocagiana und Boletim do Museu Municipal do Funchal. 1981 erschien der Artikel Ein subfossiles Vorkommen der Hausmaus [Mus musculus (s. l.)] auf Madeira über subfossile Knochenfunde einer Hausmaus-Population, die ungefähr 1036 n. Chr. auf der Halbinsel Ponta de São Lourenço vorkam. Im Artikel Die Pseudoskorpione von Madeira und Nachbarinseln (1981) geht es um Pseudoskorpione, die Pieper im September 1979, im April 1980 und im April 1981 gesammelt hatte. Die Publikation The Fossil Land Birds of Madeira and Porto Santo aus dem Jahr 1985 beschäftigt sich mit der subfossilen Avifauna von Madeira, darunter Rallen, Tauben, Wachteln und einigen Sperlingsvögeln. Ferner wurde dort der Brustbeinknochen eines Riesenalks entdeckt, was Madeira zum südlichsten Punkt des Verbreitungsgebiets dieser Art macht. In der Arbeit New records of pseudoscorpions from the Madeiran Islands (1990) geht es um die drei Pseudoskorpion-Arten Calocheirus mirus, Geogarypus minor und Apocheiridium ferum, die 1980 und 1984 erstmals auf Madeira nachgewiesen wurden. 
Im April 1983 unternahm Pieper mit einigen Kollegen eine Exkursion auf die griechische Insel Armathia, wo im Rahmen der Erfassung der Höhlen und anderer Karstobjekte zahlreiche Knochen von Vögeln und Säugetieren gefunden wurden. Der Stuttgarter Paläontologe Thomas Rathgeber entdeckte dabei den Schädel einer fossilen Hamsterart, die 1984 von Pieper als Mesocricetus rathgeberi beschrieben wurde.
Im Jahr 2012 beschrieb er zusammen mit Storrs Lovejoy Olson, Josep Antoni Alcover und Juan Carlos Rando die subfossilen Überreste der ausgestorbenen Madeira-Zwergohreule (Otus mauli), die zwischen 1984 und 1994 gesammelt wurden. Fragmente eines ähnlichen oder identischen Taxons wurden auf Porto Santo gefunden.
Im Jahr 2013 beschrieb er in Zusammenarbeit mit Olson, Alcover und Rando die subfossile Zwergohreulenart Otus frutuosoi von der Azoreninsel São Miguel, deren  Überreste im Jahr 2011 entdeckt wurden.
Im Jahr 2015 beschrieb er gemeinsam mit Alcover, Fernando Pereira und Rando die subfossilen Rallenarten Rallus lowei und Rallus adolfocaesaris von Madeira  und Porto Santo sowie Rallus carvaoensis, Rallus montivagorum und Rallus nanus von den Azoren. Das Typusmaterial basiert auf Funden, die in den 1980er und 1990er Jahren auf Madeira und Porto Santo sowie in den Jahren 2012, 2013 und 2014 auf den Azoren gemacht wurden.
Im Jahr 2017 beschrieb er mit zusammen mit Olson, Alcover, Pereira und Rando die subfossile Finkenart Pyrrhula crassa von der Azoren-Insel Graciosa, die ein naher Verwandter des rezenten Azorengimpels war. Die subfossilen Überreste wurden 2015 gesammelt.
2024 beschrieb er in Zusammenarbeit mit Alcover, Pereira und Rando die subfossile Sturmvogelart Pterodroma zinorum.

## Dedikationsnamen
1965 benannte Otto von Helversen die Pseudoskorpion-Art Diplotemnis pieperi von den Ilhas Selvagens nach Harald Pieper. 1973 beschrieb Adolf Riedel die Schneckenart Oxychilus pieperi von der griechischen Insel Gavdos, die 1971 von Pieper entdeckt wurde. 1975 benannte Rainer Willmann die Schnabelfliegenart Panorpa pieperi aus der Türkei zu Ehren von Harald Pieper. 1977 beschrieb der ungarische Malakologe László Ernő Pintér (1942–2002) die möglicherweise ausgestorbene Schneckenart Vitrea pieperiana, die Harald Pieper 1970 bei Volada auf Karpathos entdeckt hatte. Hartwig Schütt benannte 1980 die Schneckenart Pseudamnicola pieperi nach Pieper, der dieses Taxon im Jahr 1977 entdeckt hatte. 1990 benannte der Entomologe Dieter Erber (1933–2004) die Käferart Thalassophilus pieperi von Madeira zu Ehren von Harald Pieper. 1995 beschrieb Helmut Schmalfuss die Assel-Art Armadillidium pieperi von den griechischen Halbinseln Sithonia und Kassandra. Peter Subai ehrte Pieper 1996 im Artepitheton der Schneckenart Chilostoma pieperi (Synonym: Helicigona pieperi) von der griechischen Insel Kasos. 2013 wurde die möglicherweise ausgestorbene Landschneckenart Metafruticicola pieperi von der griechischen Insel Avgo nach Pieper benannt. 2014 wurde die Pseudoskorpion-Art Roncus pieperi von der griechischen Insel Kefalonia durch Volker Mahnert und Giulio Gardini benannt.